# آب انار

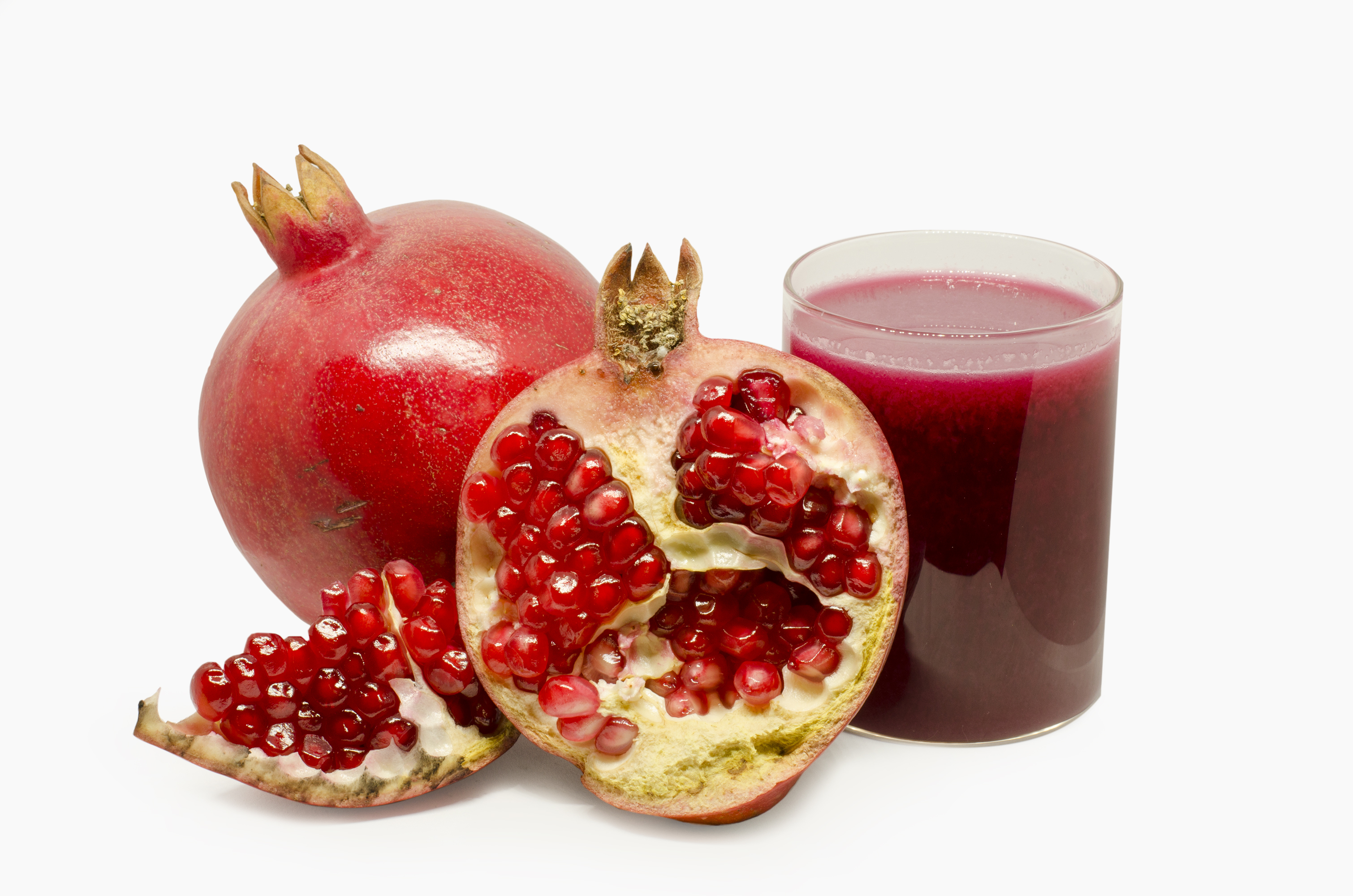
آب انار

آب انار یکی از فراورده‌های میوه انار است، که به صورت دستی و یا صنعتی تهیه می‌شود. 

## خواص
آب انار برای پیشگیری از سرطان مفید است، سلامت قلب را بهبود می‌بخشد و حتی می‌تواند توان جنسی را تقویت کند. همچنین می‌تواند چربی‌های اطراف معده و شکم را در زنان و مردان چاق کاهش دهد و مقدار اسید چرب موجود در خون موسوم به اسید چرب «NEFA» را کاهش دهد.
نوشیدن روزانه آب انار می‌تواند با پایین آوردن فشار خون و کاهش میزان هورمون استرس، تنش‌ها و استرس‌های کارمندان را در محل کار کمتر کند.